# 伞序羊蹄甲
伞序羊蹄甲（学名：Bauhinia ornata var. subumbellata）为豆科羊蹄甲属下的一个变种。

## 扩展阅读
- 維基物種上的相關：伞序羊蹄甲